# Asteasu
Asteasu is een gemeente in de Spaanse provincie Gipuzkoa in de regio Baskenland met een oppervlakte van 17 km². Asteasu telt 1.505 inwoners (1 januari 2016).

## Geboren
- Julen Lopetegui (1966), Spaans voetballer en voetbalcoach